# John Julius Norwich
Pour les articles homonymes, voir Norwich (homonymie).
John Julius Cooper, plus connu sous le nom de John Julius Norwich, 2e vicomte Norwich (né le 15 septembre 1929 à Oldham et mort le 1er juin 2018), est un historien britannique, écrivain de voyage et personnalité de la télévision.

## Biographie
Fils unique d'un homme politique conservateur et diplomate, Duff Cooper, 1er vicomte Norwich et de Diana Cooper, il fut élève de l'université d'Oxford et de l'université de Strasbourg. Il a été diplomate, et préside le Fonds international pour la sauvegarde de Venise et a notamment publié une Histoire de Byzance, une Histoire de Venise, et une Histoire des Royaumes normands de Sicile. Il a été fait Commandeur de l'Ordre royal de Victoria (CVO) en 1982.

## Télévision
En 2016, il intervient dans l'émission Secrets d'Histoire consacrée à Wallis Simpson, intitulée Wallis : la sulfureuse duchesse de Windsor diffusée le 6 septembre 2016 sur France 2.

## Ouvrages
- (en) The Normans in the South, 1016-1130, Longman : Londres, 1967
- (en) The Kingdom in the Sun, 1130-1194, Longman : Londres, 1970
- Histoire de Venise  (trad. de l'anglais), Paris, Payot, coll. « Bibliothèque historique », 1979, 626 p. (ISBN 2-228-14120-8)
- (en) Shakespeare's Kings, New York, Scribner, 1999, 466 p. (ISBN 0-684-81434-X)
- Histoire de Byzance  (trad. de l'anglais), Paris, Perrin, coll. « Tempus », 1999 (réimpr. 2002), 506 p. (ISBN 2-262-01890-1)
- (en) Recent paintings by Julian Barrow, Éditions Fine Art Society, Londres, 2005.
- Histoire de la Méditerranée  (trad. de l'anglais), Paris, Perrin, 2008, 774 p. (ISBN 978-2-262-02123-8, BNF 41321965)
- Histoire de la Sicile : De l'Antiquité à Cosa Nostra  (trad. de l'anglais), Paris, Tallandier, 2018, 477 p. (ISBN 979-1021028760) ; rééd. Tallandier, coll. Texto, Paris, 576 p., 2021  (ISBN 979-1021044760)